# Kněžpole, Uherské Hradiště
Kněžpole là một làng thuộc huyện Uherské Hradiště, vùng Zlínský, Cộng hòa Séc.